# Ajon (krater marsjański)
Ajon – małej wielkości krater uderzeniowy na Marsie o średnicy 8,4 km. Znajduje się na półkuli północnej i zachodniej. W 1988 roku nazwany na cześć rosyjskiego miasta Ajon.